# L'Académie Jedi
L'Académie Jedi (titre original : The Jedi Academy Trilogy) est une trilogie de romans de science-fiction écrits par Kevin J. Anderson et placés dans l'univers étendu de Star Wars. Elle est composée de La Quête des Jedi, Sombre Disciple et Les Champions de la Force.

## Présentation

### La Quête des Jedi
La Quête des Jedi (titre original : Jedi Search) est un roman de science-fiction de Kevin J. Anderson s'inscrivant dans l'univers étendu de Star Wars. Publié aux États-Unis par Bantam Spectra en 1994, puis traduit en français et publié par les éditions Pocket en 1996,, il est le premier roman de la série intitulée L'Académie Jedi. Il se déroule en l'an 11 ap. BY.

### Sombre Disciple
Sombre Disciple (titre original : Dark Apprentice) est un roman de science-fiction de Kevin J. Anderson s'inscrivant dans l'univers étendu de Star Wars. Publié aux États-Unis par Bantam Spectra en 1994, puis traduit en français et publié par les éditions Pocket en 1996,, il est le deuxième roman de la série intitulée L'Académie Jedi. Il se déroule en l'an 11 ap. BY.

### Les Champions de la Force
Les Champions de la Force (titre original : Champions of the Force) est un roman de science-fiction de Kevin J. Anderson s'inscrivant dans l'univers étendu de Star Wars. Publié aux États-Unis par Bantam Spectra en 1994, puis traduit en français et publié par les éditions Pocket en 1996,, il est le troisième roman de la série intitulée L'Académie Jedi. Il se déroule en l'an 11 ap. BY.